# René Clément
René Clément (Bordeaux, 18 marzo 1913 – Principato di Monaco, 17 marzo 1996) è stato un regista francese.
I suoi film Le mura di Malapaga e Giochi proibiti hanno vinto l'Oscar al miglior film in lingua straniera, premio al quale fu anche candidato Gervaise nel 1957.

## Biografia
Da giovane studiò architettura alla Scuola di Belle Arti e in questo periodo realizzò la sua prima opera, il film d'animazione César chez les Gaulois (1931), iniziando delle collaborazioni come aiuto regista ed operatore. Girò anche documentari in Arabia e nell'Africa del Nord dove si ammalò di tifo e venne più volte arrestato durante le riprese del cortometraggio L'Arabie interdite (1937).
In Francia lavorò con il fotografo Henri Alekan e nel 1946 realizzò il suo primo lungometraggio, Operazione Apfelkern, film di stile realistico che si rivelò un successo di pubblico e di critica, premiato con il Premio della giuria al Festival di Cannes appena inaugurato, anche se il progetto risaliva al 1939 quando in Italia, non essendo il cinema tra le preoccupazioni prioritarie, entrò in crisi il Festival del cinema.
In seguito, Clément collaborò con Jean Cocteau per La bella e la bestia (1946). Tornò alla regia con I maledetti (1947), seguito da Le mura di Malapaga (1949), che vinse il Prix de la mise en scène a Cannes e l'Oscar al miglior film straniero. Nel 1952 Clément girò il suo terzo film ambientato durante la guerra, Giochi proibiti, che vinse il Leone d'oro al miglior film alla 13ª Mostra internazionale d'arte cinematografica di Venezia e l'Oscar al miglior film in lingua straniera. Con Le amanti di Monsieur Ripois (1954), si aggiudicò il terzo Premio speciale della giuria a Cannes. 
Tra gli altri film: Gervaise (1956), La diga sul Pacifico (1958), Delitto in pieno sole (1959), Che gioia vivere (1961), Il giorno e l'ora (1963), Parigi brucia? (1966), La corsa della lepre attraverso i campi (1972), Baby Sitter - Un maledetto pasticcio (1975).

## Filmografia

### Regista
- César chez les Gaulois – cortometraggio (1931)
- Évasion – cortometraggio (1935)
- Soigne ton gauche – cortometraggio (1936)
- L'Arabie interdite – cortometraggio documentario (1937)
- La Symphonie française du travail – cortometraggio documentario (1937)
- La grande chartreuse  – cortometraggio (1938)
- Paris la nuit – cortometraggio documentario (1939)
- La Bièvre, fille perdue – cortometraggio documentario (1939)
- Le triage – cortometraggio documentario (1940)
- Toulouse – cortometraggio documentario (1940)
- Ceux du rail – cortometraggio documentario (1942)
- La grande pastorale – cortometraggio documentario (1943)
- Paris sous la botte – cortometraggio documentario (1944)
- Chefs de demain – cortometraggio documentario (1944)
- Operazione Apfelkern (La battaille du rail) (1946)
- Eroi senza armi (Le père tranquille) (1946)
- La bella e la bestia (La belle et la bête) (1946)
- I maledetti (Les maudits) (1947)
- Le mura di Malapaga (Au-delà des grilles) (1949)
- L'amante di una notte (Le château de verre) (1950)
- Giochi proibiti (Jeux interdits) (1952)
- Le amanti di Monsieur Ripois (Monsieur Ripois) (1954)
- Gervaise (1956)
- La diga sul Pacifico (This Angry Age) (1958)
- Delitto in pieno sole (Plein Soleil) (1960)
- Che gioia vivere (Quelle joie de vivre) (1961)
- Il giorno e l'ora (Le jour et l'heure) (1963)
- Crisantemi per un delitto (Les félins) (1964)
- Parigi brucia? (Paris brûle-t-il?) (1966)
- L'uomo venuto dalla pioggia (Le passager de la pluie) (1969)
- Unico indizio: una sciarpa gialla (La maison sous les arbres) (1971)
- La corsa della lepre attraverso i campi (La course du lièvre à travers les champs) (1972)
- Baby Sitter - Un maledetto pasticcio (Jeune fille libre le soir) (1975)

### Regista e sceneggiatore
- Operazione Apfelkern (La battaille du rail) (1946)
- I maledetti (Les maudits) (1947)
- L'amante di una notte (Le château de verre) (1950)
- Giochi proibiti (Jeux interdits) (1952)
- Le amanti di Monsieur Ripois (Monsieur Ripois) (1954)
- Delitto in pieno sole (Plein Soleil) (1959)
- Che gioia vivere (Quelle joie de vivre) (1961)
- Il giorno e l'ora (Le jour et l'heure) (1963)
- Crisantemi per un delitto (Les félins) (1964)
- Unico indizio: una sciarpa gialla (La maison sous les arbres) (1971)
- Baby Sitter - Un maledetto pasticcio (Jeune fille libre le soir) (1975)